# Moruroa
Moruroa, aussi transcrit en Mururoa, et historiquement appelé Aopuni, est un atoll de l’archipel des Tuamotu, situé en Polynésie française. Moruroa appartient en pleine propriété à l’État français depuis 1964.

## Essais nucléaires
Moruroa a servi de lieu d’expérimentation à 179 essais nucléaires français, parmi lesquels 42 essais nucléaires atmosphériques, dont 7 bombes H et 3 tests de sécurité à puissance nulle, ainsi que 137 essais nucléaires souterrains, dont 7 bombes à neutron (à fusion nucléaire), assortis de 7 tests de sécurité à puissance nulle. Parmi les essais nucléaires souterrains, 77 ont eu lieu sous la couronne corallienne et 50 sous le lagon.
L’atoll de Fangataufa, distant de 45 kilomètres, a connu 14 essais nucléaires, ce qui fait un total de 193 essais nucléaires en Polynésie française.

## Géographie
Moruroa est un atoll de 28 km de longueur et 11 km de largeur maximales pour une superficie de terres émergées d’environ 15 km2 situé à 1 250 km au sud-est de Tahiti. L’atoll est composé de plusieurs motus de tailles variées.
D’un point de vue géologique, l’atoll est l’excroissance corallienne du sommet d'un des plus anciens monts volcaniques sous-marins de la chaîne Pitcairn-Gambier. Ce socle volcanique provient du point chaud de Pitcairn, situé à environ 70 km au sud-est de Pitcairn Island. C'est la cessation de l'activité volcanique il y a entre 11 et 10,5 millions d'années qui a favorisé la construction récifale. La pile sédimentaire sus-jacente au socle volcanique varie en épaisseur de 330 à 570 mètres sous le récif actuel, et de 130 à 230 mètres sous le lagon. Le volcan, d'un volume de 8 514 km3, mesure 3 325 mètres depuis le plancher océanique.

## Histoire
La première mention de l’atoll par un Européen est faite par Philip Carteret le 11 juin 1767 quelques jours après sa découverte de l'île Pitcairn. Il baptise l'atoll du nom de Bishop of Osnaburgh Island (île de l’évêque d'Osnaburgh). Le 25 février 1792, la baleinière britannique Matilda fait naufrage à proximité de Moruroa où les rescapés, commandés par le capitaine Weatherhead, trouveront refuge et à partir de laquelle ils rejoindront Tahiti en canots de fortune. En avril 1823, c'est le navigateur français Louis Isidore Duperrey qui visite Moruroa, à bord du navire La Coquille, puis c'est au tour du Britannique Frederick William Beechey de l'aborder le 26 janvier 1826.

### Essais nucléaires

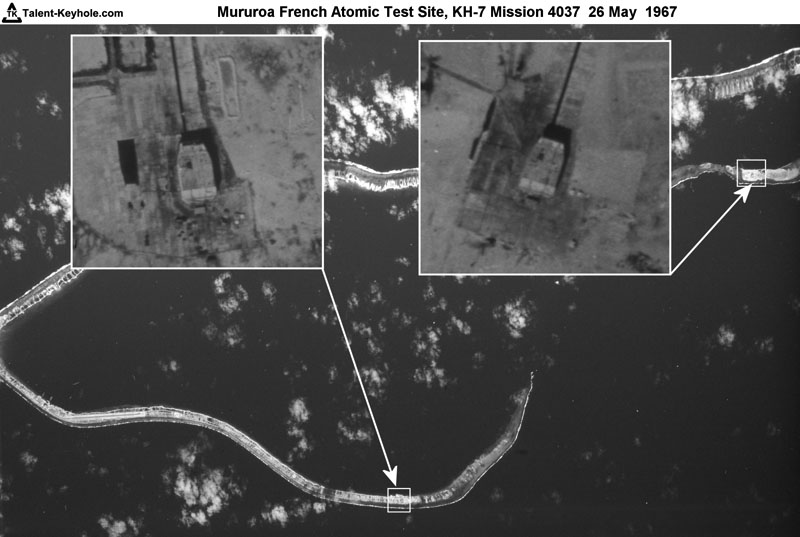
Vue de l’atoll de Moruroa et de ses installations militaires par un satellite espion américain KH-7 (26 mai 1967).

En 1964, l’assemblée territoriale de Polynésie cède gratuitement à l’État français Moruroa et Fangataufa, déjà occupés par l’Armée, par une délibération précisant : « Au cas de cessation des activités du centre d'expérimentation du Pacifique, les atolls de Moruroa et de Fangataufa feront d’office retour gratuit au domaine du territoire dans l’état où ils se trouveront à cette époque, sans dédommagement ni réparation d’aucune sorte de la part de l’État. Les bâtiments qui s’y trouveront édifiés à cette même époque, ainsi que le matériel laissé sur place, deviendront la propriété du territoire, sans indemnité. »
Ce site présentait des critères alors jugés adaptés pour y tester des armes nucléaires : lieu éloigné et désertique, ne présentant qu'une faible densité de population  (moins de 2 300 habitants dans un rayon de 500 km et moins de 5 000 dans un rayon de 1 000 km), venté avec un régime de vents dirigeant le nuage radioactif vers 6 000 km d’océans réputés déserts. Les deux atolls sont classés terrain militaire en 1964 puis en zones protégées de défense nationale.
Le premier des 179 essais effectués au total à Moruroa est réalisé le 2 juillet 1966.
Les essais nucléaires français suscitent des inquiétudes et des oppositions locales et internationales. En juillet 1973 le voilier Fri (« liberté » en danois), parti de Nouvelle-Zélande, se dirige vers Moruroa pour protester contre les essais nucléaires. Il est arraisonné par la marine française le 17 juillet. Le 10 juillet 1985, le Rainbow Warrior, un bateau de l’organisation écologiste Greenpeace en route vers l’atoll, est coulé à Auckland en Nouvelle-Zélande par des agents des services secrets français, causant la mort du photographe portugais Fernando Pereira et provoquant le scandale de l’affaire du Rainbow Warrior.

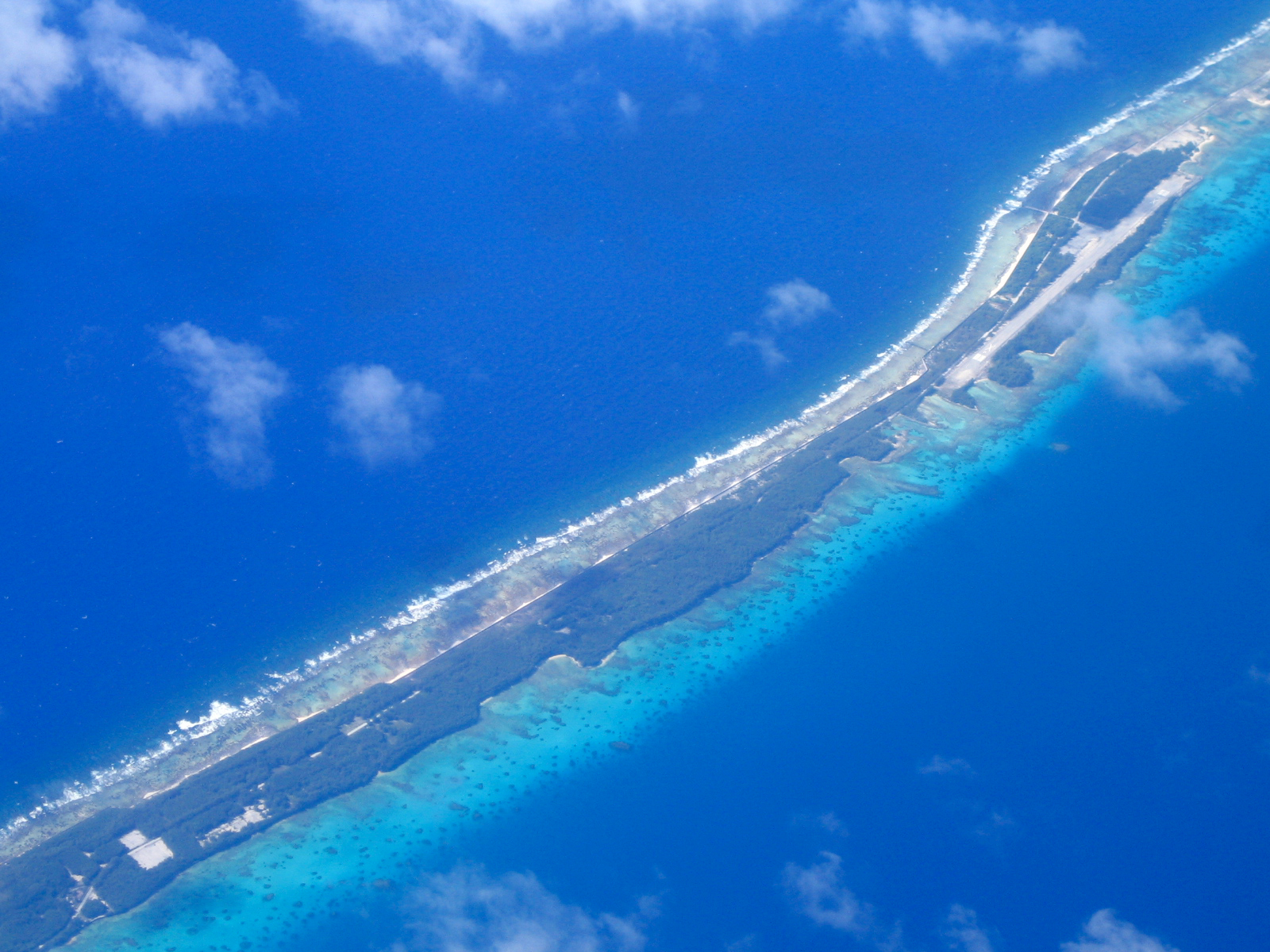
Vue sur Mururoa en 2005.

Alors que la France observe depuis plusieurs années un moratoire sur les essais nucléaires, le nouveau président français Jacques Chirac autorise en 1995, une dernière campagne d’essais, avant la ratification du traité d’interdiction complète des essais nucléaires. Ces essais ont pour objectif de valider différents modèles permettant des simulations ultérieures en laboratoire. Ils provoquent une vive campagne internationale de protestations allant jusqu’au boycott, avec en pointe les pays d’Océanie et des organisations internationales, dont Greenpeace. Cette campagne d’essais nucléaires prend fin l’année suivante. L’évolution de la géologie et de la radioactivité de l’atoll est depuis surveillée attentivement par l’armée française. Une étude de l'Inserm menée de 2002 à 2005 affirme dans sa conclusion que « les essais nucléaires réalisés par la France ont très probablement accru le nombre de cancers de la thyroïde, mais ceci de manière très limitée ». En outre, selon le Conseil économique, social et culturel de la Polynésie française (en 2006), ils ont « causé une déstabilisation des flancs de l’atoll de Moruroa » et « des fuites d’éléments radioactifs des cavités-cheminées, notamment du tritium, se sont produites et continuent de se produire ». Actuellement, les sous-sols de Mururoa et de Fangataufa recèleraient près de 500 kg de plutonium. Pour le chef du département de suivi des centres d’expérimentations nucléaires (DSCEN), même si ces atolls ne présentent pas de danger, « il n’est pas souhaitable de [les] rendre au public, pour des raisons simples de contention » du plutonium, qui est accessible. Les deux atolls devraient être considérés comme des sites de stockage de déchets nucléaires.
Moruroa et Fangataufa appartiennent en pleine propriété à l’État français depuis 1964,. Malgré le vote en 2012 par le Sénat d’une proposition de loi proposant leur rétrocession à la collectivité de Polynésie française, le gouvernement Ayrault n’inscrit pas ce texte à l’ordre du jour de l’Assemblée nationale.

## Économie
L'atoll appartenant à l'Armée française comme base militaire, il n'y a pas d'économie à proprement parler, aucun commerce ou production économique ne s'y déroule.